# Lia Clark
Lia Clark, seudónimo de Rhael Lima de Oliveira (Santos, 15 de febrero de 1992), es una cantante, compositora y drag queen brasileña. Se dio a conocer a nivel nacional en 2016 con el lanzamiento de la canción Trava Trava. Considerada la primera drag queen del funk brasileño, la prensa la clasificó como una pionera del género en el país.

## Biografía
Lia Clark, nacida Rhael Lima de Oliveira el 15 de febrero de 1992, Santos, se crio en un barrio periférico de la ciudad, donde comenzó a tener contacto con el funk y otros ritmos populares de las comunidades. Durante su infancia, sufrió prejuicios de sus compañeros de escuela y familiares por comportarse de forma femenina, lejos de los estándares considerados masculinos, y en su adolescencia comprendió su homosexualidad. En 2010, se matriculó en Ingeniería de producción en la Escuela Superior de Administración, Marketing y Comunicación de Santos, donde se graduó en 2013. Tras graduarse, empezó a trabajar en una empresa de importación y exportación en su ciudad natal. Simultáneamente, descubrió el mundo de las drag queens y empezó a vestirse como tal. En 2014, comenzó a trabajar como DJ en discotecas de la Baixada Santista como drag queen, adoptando el nombre de Lia Clark, haciéndose conocida por organizar fiestas de funk carioca y titulada informalmente como la "drag queen del funk".

## Carrera

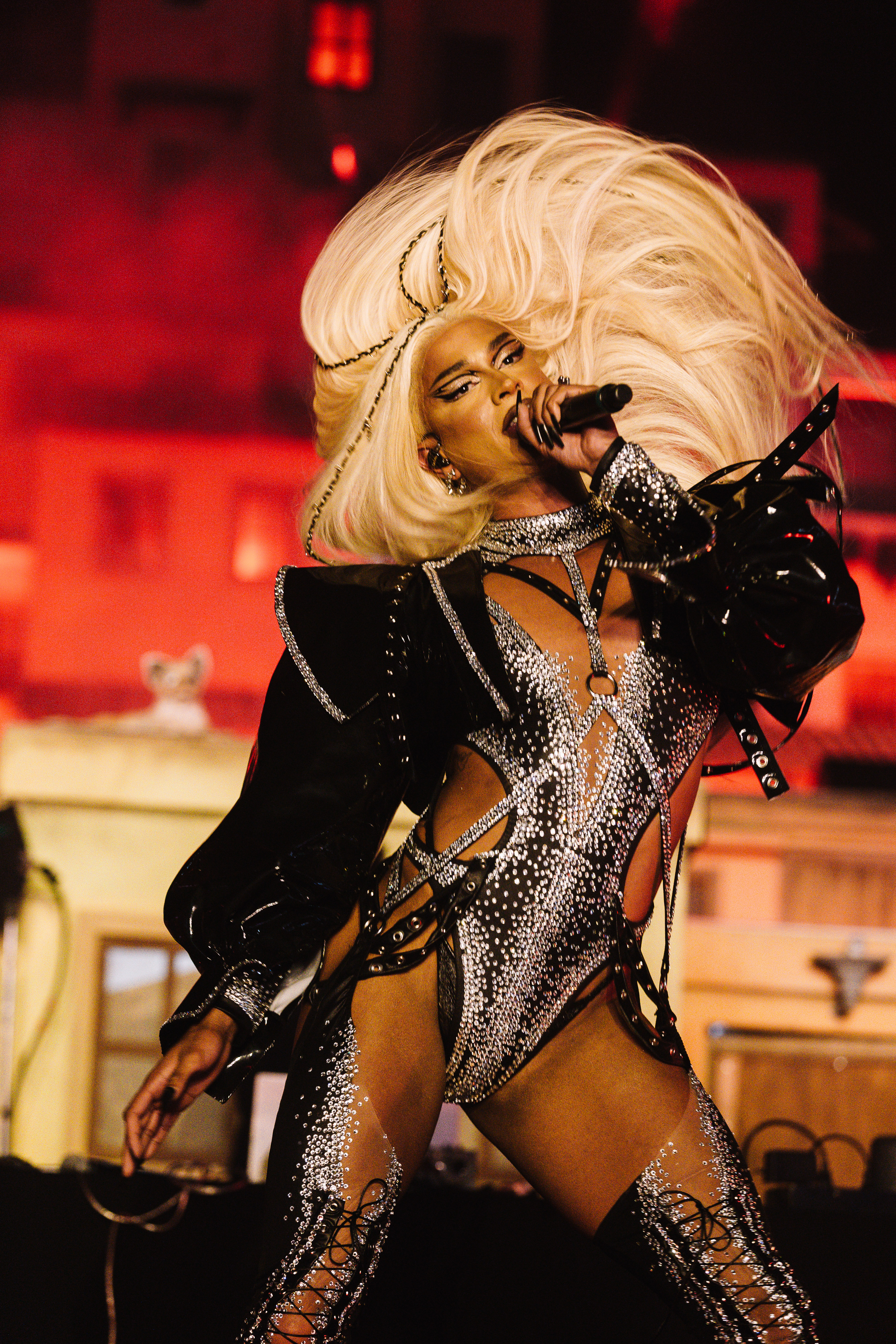
Lia Clark llevó el funk para Rock in Rio 2022, con un espectáculo en el Espaço Favela.

A principios de 2016, la artista decidió lanzar su carrera musical con el sencillo "Trava Trava", en colaboración con el productor Pedrowl. La canción ganó rápidamente gran visibilidad en las plataformas de streaming, alcanzando el segundo lugar en Spotify y YouTube, siendo el video musical visto más de 30.000 veces solo el día de su lanzamiento. «Nunca imaginé que llegaría a la gente de todo Brasil», dijo la artista, que lanzó la canción sin ninguna pretensión. El video musical de Trava Trava le valió una mención honorífica en el Festival de Video Musical de Bogotá, Colombia, mientras que el éxito de la canción impulsó a Lia a embarcarse en la gira «Trava Trava Tour» en 2016. Con el éxito del sencillo, la demanda del trabajo de Clark creció rápidamente, y la artista se convirtió en una de las exponentes del movimiento drag funk en Brasil.
En septiembre de 2016, la cantante lanzó su primer EP, titulado «Clark Boom», compuesto por siete canciones. El concierto de lanzamiento del EP tuvo lugar en octubre y se extendió inmediatamente a una gira nacional. La cantante también abrió el concierto de Banda Uó ese mismo mes. A finales de año, Clark fue incluida por MTV como una de las 10 revelaciones de la música nacional. En enero de 2017, Clark lanzó el videoclip del sencillo «Chifrudo» en colaboración con la cantante de funk Mulher Pepita. Al mes siguiente, el alcance y la popularidad del video le valieron a la artista una colaboración con la marca de cosméticos Avon para la creación del «Baile de Boneca», un bloque de carnaval inspirado en el videoclip de «Chifrudo». El evento, que busca promocionar la línea de maquillaje «Mark», se celebró el 25 de febrero en São Paulo. En julio de 2017, Lia Clark publicó el video musical de «Boquetáxi» en su canal de YouTube. El video causó controversia debido a su contenido subido de tono y se le impuso una restricción de edad, lo que significa que solo los mayores de 18 años podían verlo. La restricción lo eliminó de la lista de tendencias número uno en YouTube y enfureció a Lia, quien se quejó de homofobia y machismo, ya que «muchas personas heterosexuales cis publican canciones como esta y no enfrentan ninguna restricción». Un día después de la queja de Lia, el sistema eliminó la restricción de «Boquetáxi».

## Características musicales
Lia citó a la rapera estadounidense Nicki Minaj como su principal influencia, y también tiene referencias como Britney Spears y Dev, así como las brasileñas Valesca Popozuda, Anitta y Kelly Key.

## Discografía

### Álbumes de estudio
| Álbum      | Detalles                                                                                              |
| ---------- | --- |
| É da Pista | - Lanzamiento: 22 de noviembre de 2018 - Formatos: Descarga digital, streaming - Sello: Independiente |

| Lia (pt.1) | - Lanzamiento: 3 de febrero de 2022 - Formatos: Descarga digital, streaming - Sello: Independiente |

### Extended plays(EPs)
| Álbum                       | Detalles                                                                                        |
| --------------------------- | ----------------------------------------------------------------------------------------------- |
| Clark Boom                  | - Lanzamiento: 29 de septiembre de 2016 - Formatos: EP, descarga digital - Sello: Independiente |
| Estúdio Showlivre (Ao Vivo) | - Lanzamiento: 3 de marzo de 2017 - Formato: Descarga digital - Sello: Independiente            |

### Sencillos
Como artista principal
| Canción                                                      | Año  | Álbum      |
| ------------------------------------------------------------ | ---- | ---------- |
| "Trava Trava"                                                | 2016 | Clark Boom |
| "Clark Boom"                                                 | 2016 | Clark Boom |
| "Chifrudo" (present. Mulher Pepita)                          | 2017 | Clark Boom |
| "Tome Curtindo" (Brabo Remix) (present. Pabllo Vittar)       | 2017 | Clark Boom |
| "Boquetáxi"                                                  | 2017 | Clark Boom |
| "Tipo de Garota"                                             | 2018 | É da Pista |
| "Q.M.T."                                                     | 2018 | É da Pista |
| "Bumbum no Ar" (present. Wanessa Camargo)                    | 2018 | É da Pista |
| "Tu Aguenta" (part. Dj Thai)                                 | 2018 | É da Pista |
| "Taca Raba" (part. PANKADON)                                 | 2019 | É da Pista |
| "Terremoto" (part. Gloria Groove)                            | 2019 | É da Pista |
| "Nude"                                                       | 2020 | É da Pista |
| "Eu Viciei" (present. Pocah)                                 | 2021 | Lia (pt.1) |
| "Sentadinha Macia"                                           | 2021 | Lia (pt.1) |
| "VRAU"                                                       | 2022 | Lia (pt.1) |
| "P*P! (tu fez do jeito que eu queria)" (present. MC Naninha) | 2022 | Lia (pt.1) |
| "Sereia" (present. PABLLO VITTAR)                            | 2023 | Lia Clark  |

Como artista invitada
| Canção                                                         | Ano  | Álbum              |
| -------------------------------------------------------------- | ---- | ------------------ |
| "Berro" (Heavy Baile present. Lia Clark y Tati Quebra-Barraco) | 2017 | Carne de Pescoço   |
| "Lento" (Kika Boom part. Lia Clark)                            | 2018 |                    |
| Boneca Safadinha (Kaya Conky present. Lia Clark)               | 2018 | Sabe que vai pt. 2 |
| "Movimentá" (Jaloo part. Lia Clark)                            | 2019 | feat. (pt.1)       |
| "Som Legal" (Kika Boom present. Lia Clark)                     | 2020 | Kikadão Vol. 1     |
| "Surra" (Bianca present. Lia Clark)                            | 2022 | FACES              |
| "Talento" (Favela Lacroix present. Lia Clark)                  | 2022 |                    |

### Singlespromocionales
| Canción                | Año  | Álbum |
| ---------------------- | ---- | ----- |
| "Ceia (Vem Papá Noel)" | 2016 |       |

### Otras participaciones
| Canción       | Año  | Otro(s) artista(s)                          | Álbum                        |
| ------------- | ---- | ------------------------------------------- | ---------------------------- |
| "Ele é o Tal" | 2017 | Pabllo Vittar, Laura Taylor y Rodrigo Gorky | Vai Passar Mal / I Am Pabllo |

### Vídeos musicales
| Título                                 | Año  | Director(es)                                |
| -------------------------------------- | ---- | ------------------------------------------- |
| "Trava Trava"                          | 2016 | Gabriel Riccieri                            |
| "Clark Boom"                           | 2016 | Alexandre Mortágua                          |
| "Chifrudo"                             | 2017 | Gabriel Riccieri                            |
| "Boquetáxi"                            | 2017 | Gabriel Riccieri                            |
| "Berro"                                | 2017 | Ana Paula Paulino, Cauã Csik e Cherry Rocha |
| "Tipo de Garota"                       | 2018 | Rodrigo de Carvalho                         |
| "Q.M.T."                               | 2018 | Os Primos                                   |
| "Lento"                                | 2018 | Nathália Mendes                             |
| "Bumbum No Ar"                         | 2018 | Felipe Sassi                                |
| "Tu Aguenta"                           | 2018 | Gabriel Riccieri                            |
| "Taca Raba"                            | 2019 | Gabriel Riccieri                            |
| "Terremoto"                            | 2019 | Felipe Sassi                                |
| "Nude"                                 | 2020 | Gabriel Riccieri                            |
| "Eu Viciei"                            | 2021 | Felipe Sassi                                |
| "Sentadinha Macia"                     | 2021 | Gabriel Riccieri                            |
| "VRAU"                                 | 2021 | Leo Ferraz                                  |
| "P*P! (tu fez do jeito que eu queria)" | 2022 | Vitin Allencar                              |
| "Sereia"                               | 2023 | Vitin Allencar                              |

## Giras
- Turnê Trava Trava (2016)
- Clark Boom Tour (2016–2018)
- É da Pista Tour (2019–2020)
- LIA CLARK ON TOUR (2021–2023)
- THE CLARK TOUR (2023 - presente)

## Premios y nominaciones s
| Año  | Premio                              | Categoría       | Trabajo   | Resultado |
| ---- | ----------------------------------- | --------------- | --------- | --------- |
| 2021 | MTV Millennial Awards 2021 (Brasil) | Orgulho do Vale | Lia Clark | Ganadora  |